# Admete gracilior
Admete gracilior is een slakkensoort uit de familie van de Cancellariidae. De wetenschappelijke naam van de soort is voor het eerst geldig gepubliceerd in 1869 door Carpenter in Gabb.